# Stéphane Moulin
Stéphane Moulin (Parigi, 4 agosto 1967) è un allenatore di calcio ed ex calciatore francese, di ruolo centrocampista, tecnico del Valenciennes.

## Biografia
Stéphane Moulin ha avuto una carriera calcistica professionistica come centrocampista all'Angers, nella Divisione 2 dal 1984 al 1990 (per 133 partite e sei gol in campionato), al Châteauroux dal 1990 al 1992, poi allo SO Châtellerault dal 1992 al 1997, dove ha concluso la sua carriera nella Championnat National.
Nel 1997, all'età di 30 anni, diventa allenatore del club Châtellerault e vi rimane per otto stagioni, nel CFA. È stato quindi reclutato da Angers, il suo club di allenamento, per entrare a far parte della squadra tecnica e guidare la squadra di riserva, in CFA2, dal 2006. Dopo aver allenato la squadra di riserva per cinque stagioni, Stéphane Moulin ha assunto la guida della squadra prima squadra dal 22 giugno 2011, dopo la partenza di Jean-Louis Garcia dal Lens. La prima squadra si evolve poi in Ligue 2.
La sua squadra ha concluso la prima stagione all'11º posto, poi la seconda al 5º posto. Infine, durante la stagione 2014-2015, Stéphane Moulin e la sua squadra hanno convalidato il loro biglietto il 22 maggio 2015 per la Ligue 1, finendo terzi nel campionato Ligue 2. Gli angioini hanno resistito per la stagione successiva finendo al nono posto, avendo in particolare è arrivato secondo nella prima tappa del campionato.
Il 26 marzo 2021 annuncia l'addio al club bianconero al termine della stagione.

## Statistiche

### Statistiche da allenatore
Statistiche aggiornate al 24 maggio 2021. In grassetto le competizioni vinte.
| Stagione        | Squadra         | Campionato      | Campionato | Campionato | Campionato | Campionato | Coppe nazionali | Coppe nazionali | Coppe nazionali | Coppe nazionali | Coppe nazionali | Coppe continentali | Coppe continentali | Coppe continentali | Coppe continentali | Coppe continentali | Altre coppe | Altre coppe | Altre coppe | Altre coppe | Altre coppe | Totale | Totale | Totale | Totale | % Vittorie | Piazzamento |
| Stagione        | Squadra         | Comp            | G          | V          | N          | P          | Comp            | G               | V               | N               | P               | Comp               | G                  | V                  | N                  | P                  | Comp        | G           | V           | N           | P           | G      | V      | N      | P      | % Vittorie | Piazzamento |
| --------------- | --------------- | --------------- | ---------- | ---------- | ---------- | ---------- | --------------- | --------------- | --------------- | --------------- | --------------- | ------------------ | ------------------ | ------------------ | ------------------ | ------------------ | ----------- | ----------- | ----------- | ----------- | ----------- | ------ | ------ | ------ | ------ | ---------- | ----------- |
| 2011-2012       | Angers          | L2              | 38         | 13         | 12         | 13         | CF+CdL          | 1+1             | 0+0             | 0+0             | 1+1             | -                  | -                  | -                  | -                  | -                  | -           | -           | -           | -           | -           | 40     | 13     | 12     | 15     | 32,50      | 11º         |
| 2012-2013       | Angers          | L2              | 38         | 17         | 10         | 11         | CF+CdL          | 1+3             | 0+2             | 0+0             | 1+1             | -                  | -                  | -                  | -                  | -                  | -           | -           | -           | -           | -           | 42     | 19     | 10     | 13     | 45,24      | 5º          |
| 2013-2014       | Angers          | L2              | 38         | 14         | 13         | 11         | CF+CdL          | 5+1             | 1+0             | 3+0             | 1+1             | -                  | -                  | -                  | -                  | -                  | -           | -           | -           | -           | -           | 44     | 15     | 16     | 13     | 34,09      | 9º          |
| 2014-2015       | Angers          | L2              | 38         | 18         | 10         | 10         | CF+CdL          | 2+2             | 1+1             | 0+0             | 1+1             | -                  | -                  | -                  | -                  | -                  | -           | -           | -           | -           | -           | 42     | 20     | 10     | 12     | 47,62      | 3º (prom.)  |
| 2015-2016       | Angers          | L1              | 38         | 13         | 11         | 14         | CF+CdL          | 2+1             | 1+0             | 0+0             | 1+1             | -                  | -                  | -                  | -                  | -                  | -           | -           | -           | -           | -           | 41     | 14     | 11     | 16     | 34,15      | 9º          |
| 2016-2017       | Angers          | L1              | 38         | 13         | 7          | 18         | CF+CdL          | 6+1             | 5+0             | 0+0             | 1+1             | -                  | -                  | -                  | -                  | -                  | -           | -           | -           | -           | -           | 45     | 18     | 7      | 20     | 40,00      | 12º         |
| 2017-2018       | Angers          | L1              | 38         | 9          | 14         | 15         | CF+CdL          | 1+3             | 0+2             | 0+0             | 1+1             | -                  | -                  | -                  | -                  | -                  | -           | -           | -           | -           | -           | 42     | 11     | 14     | 17     | 26,19      | 14º         |
| 2018-2019       | Angers          | L1              | 38         | 10         | 16         | 12         | CF+CdL          | 1+1             | 0+0             | 0+1             | 1+0             | -                  | -                  | -                  | -                  | -                  | -           | -           | -           | -           | -           | 40     | 10     | 17     | 13     | 25,00      | 13º         |
| 2019-2020       | Angers          | L1              | 28         | 11         | 6          | 11         | CF+CdL          | 3+1             | 2+0             | 1+0             | 0+1             | -                  | -                  | -                  | -                  | -                  | -           | -           | -           | -           | -           | 32     | 13     | 7      | 12     | 40,63      | 11º         |
| 2020-2021       | Angers          | L1              | 38         | 12         | 8          | 18         | CF              | 4               | 3               | 0               | 1               | -                  | -                  | -                  | -                  | -                  | -           | -           | -           | -           | -           | 42     | 15     | 8      | 19     | 35,71      | 13º         |
| Totale Angers   | Totale Angers   | Totale Angers   | 370        | 130        | 107        | 133        |                 | 40              | 18              | 5               | 17              |                    | -                  | -                  | -                  | -                  |             | -           | -           | -           | -           | 410    | 148    | 122    | 150    | 36,10      |             |
| 2021-2022       | Caen            | L2              | 38         | 13         | 11         | 14         | CF              | 1               | 0               | 1               | 0               | -                  | -                  | -                  | -                  | -                  | -           | -           | -           | -           | -           | 39     | 13     | 12     | 14     | 33,33      | 7º          |
| 2022-2023       | Caen            | L2              | 0          | 0          | 0          | 0          | CF              | 0               | 0               | 0               | 0               | -                  | -                  | -                  | -                  | -                  | -           | -           | -           | -           | -           | 0      | 0      | 0      | 0      | —          | in corso    |
| Totale Caen     | Totale Caen     | Totale Caen     | 38         | 13         | 11         | 14         |                 | 1               | 0               | 1               | 0               |                    | -                  | -                  | -                  | -                  |             | -           | -           | -           | -           | 39     | 13     | 12     | 14     | 33,33      |             |
| Totale carriera | Totale carriera | Totale carriera | 408        | 143        | 118        | 147        |                 | 41              | 18              | 6               | 17              |                    | -                  | -                  | -                  | -                  |             | -           | -           | -           | -           | 449    | 161    | 134    | 164    | 35,86      |             |